# موناستیریوک
موناستیریوک (به لاتین: Monastyryok) یک منطقهٔ مسکونی در روسیه است که در استان آرخانگلسک واقع شده‌است.